# هادزا
هادزا أو هادزابي، هي مجموعة عرقية أصلية شمال وسط تنزانيا، تعيش حول بحيرة إياسي وسط الوادي المتصدع الكبير (صدع شرق أفريقيا) وفي هضبة سيرينغيتي المجاورة. في عام 2015، كان هناك ما بين 1200 و1500 نسمة من شعب الهادزا يعيشون في تنزانيا، غير أن 400 شخص فقط لا يزالون يعيشون حصرًا على نمط الحياة التقليدي في جمع المؤن. فضلًا عن ذلك، يشكل التأثير المتزايد للسياحة والرعي الجائر تهديدًا خطيرًا لاستمرارية نمط حياتهم التقليدي.
وراثيًا، ليس للهادزا ارتباط وثيق بأي شعوب أخرى. صُنفت لغة الهادزا لمرة ضمن لغات خويسان، وذلك بشكل رئيسي لاحتوائها على «نقرات صوتية»، يعتقد أن لغة هادزا «هادزان» هي في الواقع لغة معزولة، لا علاقة لها بأي لغة أخرى. هادزان لغة شفوية بالكامل، ولكن لا يُعتقد أنها معرضة لخطر الإنقراض. تقول اليونسكو إن اللغة ليست مهددة بالخطر ولكنها ضعيفة، لأن معظم الأطفال يتعلمونها ولكن استخدامها يقتصر فقط على بعض مناح الحياة، مثل الموطن. تعتبر الهادزان أيضًا العامل الأكثر أهمية في تمييز من هم في الواقع ينتمون لشعب هادزا ومن لا ينتمي. في السنوات الأخيرة، تعلم الكثيرون من شعب هادزا اللغة السواحلية، التي هي اللغة الوطنية في تنزانيا، كلغة ثانية.
باعتبارهم متحدرين من سكان تنزانيا الأصليين، الذين كانوا من جماعة ما قبل البانتو المعتمدين على الصيد وجمع الثمار، فربما أنهم شغلوا منطقتهم الحالية منذ آلاف السنين، مع تعديلات قليلة نسبيًا على أسلوب حياتهم الأساسي حتى المائة عام الماضية.
منذ القرن الثامن عشر، أصبح شعب الهادزا على اتصال أكبر مع المزارعين والرعاة القادمين إلى منطقتهم والأراضي المجاورة؛ غالبًا ما كانت تلك التفاعلات معادية في طبيعتها وتسببت في انخفاض عدد السكان في أواخر القرن التاسع عشر. يعود أول اتصال أوروبي، وروايات مكتوبة عن شعب الهادزا إلى أواخر القرن التاسع عشر. منذ ذلك الحين، كانت هناك محاولات عديدة من قبل الإدارات الاستعمارية المتعاقبة، والحكومة التنزانية المستقلة، والمبشرين من أجل توطيد شعب الهادزا، من خلال استقدام الزراعة إليهم ونشر المسيحية. فشلت تلك الجهود بشدة، ولا يزال العديد من الهادزا يتبعون تقريبًا نفس أسلوب حياة أسلافهم التي عاشوها كما هي موجودة في الروايات التي تعود إلى أوائل القرن العشرين. في السنوات الأخيرة، تعرض شعب الهادزا لضغوط من الجماعات المجاورة التي تتعدى على أراضيهم، وتأثروا أيضًا بكل من السياحة ورياضة الصيد البري.

## الهيكل الاجتماعي
ينظم الهادزا أنفسهم ضمن جماعات، أو كما تدعى «بالمخيمات»، تجمع عادة بين 20 إلى 30 فردًا، إلا أن جماعات تضم أكثر من 100 فرد يمكن أن تتشكل خلال موسم التوت. لا يوجد ترتيب قبلي أو غيره من التسلسلات الهرمي بخصوص نظام الحكم، وكل القرارات تقريبًا تتخذ من خلال التوصل إلى اتفاق عبر النقاش. علاوة على ذلك، يتسم شعب الهادزا بالمساواة، أي أنه لا توجد اختلافات حقيقية تتعلق بالمكانة ما بين الأفراد. في حين يتلقى كبار السن قدرًا أكبر بسيطًا من الاحترام، إلا أنه ضمن المجموعات التي تشمل أفرادًا من الجنسين بمختلف الأعمار، جميعهم متساوون، ومقارنة بالمجتمعات المقسومة طبقيًا، تعتبر النساء متساويات إلى حد ما. تنتج عن نظام الحكم المتبع القائم على المساواة مستويات عالية من الحرية والاعتماد على الذات. عندما ينشأ نزاع ما، يمكن أن يُحل من قبل أحد الأطراف عبر انتقاله طوعيًا من جماعة إلى أخرى. يشير كل من إرنست فير وأورس فيشباكر إلى أن شعب هادزا «يظهر قدرًا كبيرًا من العقاب الإيثاري» بهدف تنظيم هذه القبائل. يعيش شعب الهادزا ضمن نمط حياة اجتماعي وينخرطون في التربية المشتركة للأطفال، إذ يوفر الأفراد (سواء كانوا على صلة قرابة أم لا) رعاية فائقة للأطفال.
يتنقل أفراد الهادزا بين المخيمات (الجماعات) لعدد من الأسباب. تُحل النزاعات بشكل رئيسي بمغادرة المخيم، وكثيرًا ما تنقسم المخيمات لهذا السبب. تُهجر المخيمات عندما يشعر أحد ما بالمرض ويموت، إذ يرتبط المرض بالمكان الذي أصيب الشخص فيه. هناك أيضًا هجرة موسمية بين المعاقل في موسم الجفاف، ومناطق الصيد الأفضل حيث تتواجد المياه بوفرة، والمناطق التي تحتوي على أعداد كبيرة من الدرنات أو أشجار التوت عندما تكون في موسمها. إذا صاد رجل حيوانًا كبيرًا جدًا مثل زرافة وهو بعيد عن البيت، ينتقل المخيم بشكل مؤقت إلى مكان الصيد (في حين تُجلب الحيوانات الأصغر إلى المخيم). يمكن بناء الملاجئ في غضون ساعات قليلة، ومعظم الممتلكات التي يملكها الفرد يمكن حملها على الظهر.
في ظل عدم وجود تسلسل هرمي للقبيلة أو أسلوب للحكم، يتبع الهادزا اصولهم بشكل ثنائي (من خلال خطوط نسب كل من الأب والأم)، وتقريبًا يمكن لجميع أفراد الهادزا إيجاد خيوط من صلة القرابة بين بعضهم البعض.
يتبع الهادزا في الغالب أسلوب الزواج الأحادي، إلا أنه لا يوجد هناك نوع من الإجبار الاجتماعي على ذلك. بعد الزواج، يتمتع الزوج والزوجة بحرية العيش في المكان الذي يريدانه، والذي يكون إما مع عائلة الأب أو عائلة الأم. يطلق على هذا النمط من الإقامة الزوجية «أمبيلوكاليتي»، وهو نمط شائع بين جماعات الباحثين عن المؤن. خصيصًا بين شعب الهادزا، هناك عدد أكبر قليلًا من الأزواج الذين يعيشون مع جماعة الأم بدلًا من الأب. في حين يقدر كل من الرجال والنساء صفات مثل العمل الجاد عند تقييم الشركاء، إلا أنهم أيضًا يقدرون الجاذبية الجسدية. في الواقع، العديد من تفضيلاتهم للجاذبية، مثل التناظر، والجمال الشائع، وطبقة صوت مطابقة للجنس، تشبه التفضيلات الموجودة في الدول الغربية.
في عام 2001، توصلت دراسة أنثروبولوجية حول الأفراد الباحثين عن المؤن الموجودين حاليًا بين شعب الهادزا إلى أن متوسط العمر المتوقع لهم يبلغ 33 عامًا عند الولادة لكل من الرجال والنساء. كان متوسط العمر المتوقع عند سن العشرين هو 39، وكان معدل وفيات الرضع يبلغ 21%. في الآونة الأخيرة، يعيش الأفراد البالغون من الهادزا عادة حتى بلوغهم الستينات من العمر، حتى أن البعض منهم وصلوا إلى السبعينات أو الثمانينات. ولكن من المهم الإشارة إلى أن الهادزا لا يتبعون نفس الطريق في تقدير العمر والوقت كما العالم الغربي، ولذلك فإن متوسطات الأعمال هذه تبقى تقريبية ومتغيرة جدًا.

## جمع المؤن
عادة ما يبحث رجال الهادزا عن المؤن بشكل فرادي، وعادة ما يأكلون خلال النهار مما يجمعون، ويجلبون معهم إلى المنزل العسل والفاكهة والطرائد حين توافرها. تبحث النساء عن المؤن ضمن جماعات كبيرة، وعادة ما تجلبن إلى المنزل التوت، وثمار الباوباب، والدرنات حسب توافر كل منها. أيضًا يذهب الرجال والنساء سويًا لجمع العسل والفاكهة، وعادة ما يرافق رجل واحد على الأقل مجموعة النساء اللواتي يبحثن عن المؤن. خلال المواسم الرطبة، يتألف النظام الغذائي بأغلبه من العسل، وبعض الفاكهة، والدرنات، واللحوم. يزداد معدل استهلاك اللحوم ضمن النظام الغذائي في مواسم الجفاف، عندما تتركز الطرائد حول مصادر المياه. خلال ذلك الوقت، غالبًا ما يخرج الرجال للصيد أزواجًا، ويقضون الليالي مستلقين قرب مجمعات المياه، ومنتظرين صيد الحيوانات التي تقترب من أجل الشرب ليلًا باستخدام أقواس وسهام معالجة بالسم. يصنع السم من أغصان شجيرة عدن (أدينيوم كوتانيوم). يتمتع الهادزا ببراعة عالية وانتقائية في اقتناص الفرص عند جمع المؤن، ويغيرون في نظامهم الغذائي تبعًا للفصل والظرف. اعتمادًا على ما يتوافر محليًا، تعتمد بعض الجماعات بشكل أكبر على الدرنات، في حين تعتمد غيرها على التوت، وغيرها على اللحوم. هذا التباين هو نتيجة لاستغلال الفرص والقدرة على التكيف مع الظروف السائدة.